# Matt Walst
Matthew Jean Paul Walst (n. 28 decembrie 1982, Asphodel-Norwood⁠(d), Ontario, Canada) este un muzician canadian. În prezent, este unul dintre soliștii principali ai formației rock Three Days Grace, care îl are și pe fratele său mai mare, Brad Walst, ca basist. Înainte de a se alătura Three Days Grace, ca urmare a plecării lui Adam Gontier în 2013, urmând mai apoi să revină la finalul anului 2024, a fost solistul principal al formației rock My Darkest Days.